# Juslapeña
Juslapeña – gmina w Hiszpanii, w Nawarze, o powierzchni 31,51 km². W 2011 roku gmina liczyła 558 mieszkańców.